# EventX
EventX，前稱EventXtra，總部位於香港的活動管理軟件公司，由黃卓琛和陸啟哲於2012年創立，並於2014年正式推出一款活動管理平台。EventXtra於2021年2月正式更名為EventX。

## 概述
該公司成立時，其聯合創始人之一黃卓琛開始研究如何善用科技簡化舉辦大型活動所涉及許多的複雜程序，遂與他的中學同學陸啟哲合作，成立了EventXtra，並於2013年成功加入了數碼港培育計劃。2014年，該公司正式啟動了其用於舉辦大型活動的活動管理軟件。它旨在提供一站式的活動管理解決方案，主要服務於專業和公司活動。於2015年11月，EventX協助舉辦網絡峰會及將活動管理流程數碼化。

## 發展及品牌重塑
於2020年初，由於全球COVID-19大流行的影響，世界各地的大型活動被迫取消或推遲。鑒於此問題，EventXtra開始研發新的解決方案，打算建立一個線上活動平台舉辦活動。令人難以置信的是，EventXtra僅用了三週時間就啟動了其虛擬活動平台，並於2020年3月下旬發布了該平台。在接下來的六個月中，該公司組織了5,000多次虛擬活動，總計超過300萬用戶參加活動。其營收增長了300％，增至超過一千萬港元。同年，陸啟哲與他的聯合創辦人黃卓琛入圍富比士30位30歲以下精英榜，唯另一創辦人黃卓琛因超出年齡限制而未能登上榜單。到2021年初，陸啟哲和黃卓琛認為，該公司在虛擬活動領域發展迅速，其核心發展已超越了最初的目標，於是決定將公司更名為EventX。

## 現時發展方向
黃卓琛表示，黃指希望將EventX業務擴展到整個亞洲市場，表示相信即使疫情過去，仍然會有30%至50%的活動在網上舉行。在2020年，該公司推出了虛擬活動平台，於2020年的第二季做出三倍業積，並登上富比士30位30歲以下精英榜。在2020年，當COVID-19流行病爆發時，超過90％的大型活動不得不推遲或取消。在展覽業被迫暫停下，導致其業績在2020年第一季度下降了50％。

## 外部連結
- 官方网站
- EventX的Facebook專頁
- YouTube上的EventX頻道